# Madge Blake
Madge Blake, född 31 maj 1899 i Kinsley, Kansas, död 19 februari 1969 i Pasadena, Kalifornien, var en amerikansk skådespelare. Troligen mest ihågkommen som Dick Graysons moster Harriet Cooper i den TV-serien Läderlappen som spelades in 1966-1968.
Blake förekom ofta under den första säsongen. På grund av hennes sviktande hälsa blev Blakes framträdanden ovanligare under den andra säsongen och hon syntes nästan inte till alls under den tredje.
Blake avled på ett sjukhus i Pasadena, Kalifornien i en hjärtattack inte långt efter att TV-serien avslutades.

## Filmografi (i urval)
- 1952 – Singin' in the Rain
- 1955 – Alltid vackert väder
- 1966 – Follow Me, Boys!
- 1966 – Läderlappen
- 1966 – Läderlappen (TV-serie)